# Governatorato di Damasco
Il governatorato di Damasco è uno dei quattordici governatorati della Siria. Il Governatorato è costituito esclusivamente dalla città di Damasco.